# Gullvivan 2

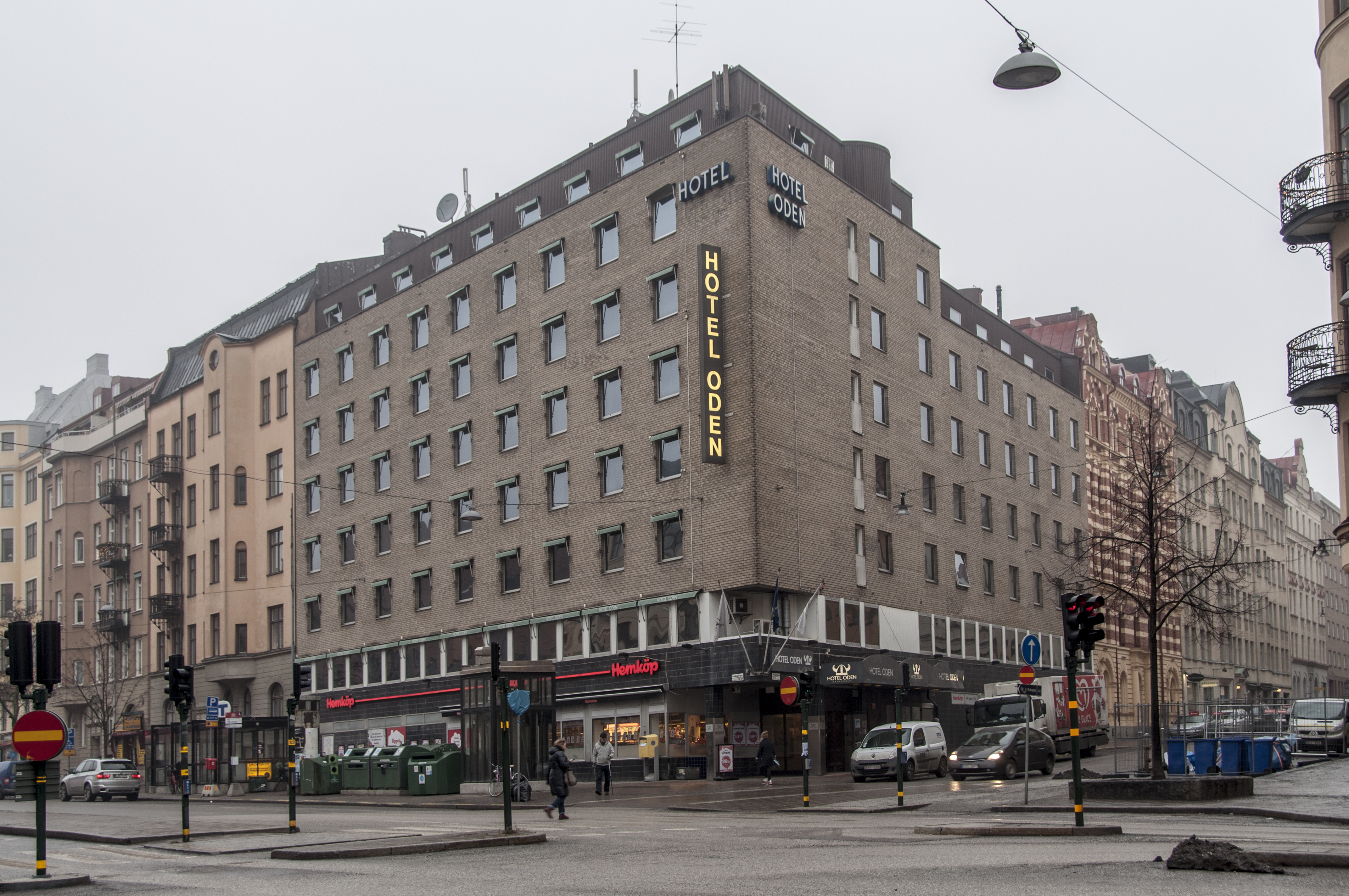
Hotell Oden, 2014

Gullvivan 2 är en fastighet i Vasastan i Stockholm, i korsningen Karlbergsvägen och Västmannagatan vid Odenplan, och innehåller nybyggda bostadslägenheter.
Byggnaden restes av Diös 1972-74 och var från början tänkt att rymma tjänstebostäder åt personal på bland annat Sabbatsbergs sjukhus och Posten. För ritningarna stod Rolf Hagstrand och Heiner Moegelin. Då det färdigställts var det dock lågkonjunktur och det omvandlades istället till reguljärt hotell med runt 140 rum  med namn Hotell Oden.
Fastigheten har förvärvades 2014 av HSB som byggde om byggnaden till 78 st lägenheter om totalt 3 400 kvm bostäder och 1 200 kvm lokaler. Därtill finns ett garageplan med 27 garageplatser.
Fastigheten såldes 2020 till den privata fastighetsägaren Lars Edman för 420 000 000 kr motsvarande 86 800 kr/kvm.